# Olympische Sommerspiele 2020/Surfen/Qualifikation
Dieser Artikel beschreibt die Qualifikation für die Surfwettbewerbe bei den Olympischen Sommerspielen 2020. Insgesamt gab es 40 Quotenplätze, 20 für jedes Geschlecht. Jede Nation durfte maximal zwei Athleten pro Geschlecht stellen. Der japanischen Delegation stand bereits zu Beginn jeweils ein Quotenplatz pro Wettbewerb als Gastgebernation zu.

## Verteilung der Quotenplätze
- Gastgebernation: Japan erhielt als gastgebende Nation einen Quotenplatz pro Geschlecht. Da sich sowohl bei den Männern als auch bei den Frauen ein japanischer Athlet über einen der Qualifikationswettbewerbe direkt qualifizieren konnte, wurde der Quotenplatz an den nächstbesten Athleten der World Surfing Games 2021 vergeben.
- World Surf League 2019: Die 10 bestplatzierten Männer und die 8 bestplatzierten Frauen erhielten einen Quotenplatz.
- ISA World Surfing Games 2019: Bester Teilnehmer eines jeden Kontinents, mit Ausnahme Amerika.
- Panamerikanische Spiele 2019: Ein Quotenplatz erhielt der Sieger jedes Geschlechts.
- ISA World Surfing Games 2021: Die 5 besten Männer und die 7 besten Frauen erhielten Quotenplätze. Wenn sich von einer Nation mehr als die Maximalzahl an Athleten qualifizierten, hatten die ISA World Surfing Games 2021 Vorrang und alle Plätze, die ab 2019 vergeben wurden, wurden an den nächstbesten Athleten vergeben. Jede Nation durfte maximal vier Athleten (zwei pro Geschlecht) stellen.

## Übersicht
| Nation             | Männer | Frauen | Quotenplätze |
| ------------------ | ------ | ------ | ------------ |
| Argentinien        | 1      |        | 1            |
| Australien         | 2      | 2      | 4            |
| Brasilien          | 2      | 2      | 4            |
| Chile              | 1      |        | 1            |
| Costa Rica         |        | 2      | 2            |
| Deutschland        | 1      |        | 1            |
| Ecuador            |        | 1      | 1            |
| Frankreich         | 2      | 2      | 4            |
| Indonesien         | 1      |        | 1            |
| Israel             |        | 1      | 1            |
| Italien            | 1      |        | 1            |
| Japan              | 2      | 2      | 4            |
| Marokko            | 1      |        | 1            |
| Neuseeland         | 1      | 1      | 2            |
| Portugal           | 1      | 2      | 3            |
| Peru               | 2      | 2      | 4            |
| Südafrika          |        | 1      | 1            |
| Vereinigte Staaten | 2      | 2      | 4            |
| Gesamt: 17 NOKs    | 20     | 20     | 40           |

## Wettbewerbe

### Männer
| Qualifikationswettbewerb     | Datum                        | Ort                                                                              | Plätze | Qualifizierte Athleten |
| ---------------------------- | ---------------------------- | -------------------------------------------------------------------------------- | ------ | ---------------------- |
| Gastgeber                    | 7. September 2013            | Buenos Aires                                                                     | 1 0    | – 1)                   |
| Panamerikanische Spiele 2019 | 30. Juli – 4. August 2019    | Lima                                                                             | 1      | Leandro Usuna          |
| World Surf League 2019       | 3. April – 20. Dezember 2019 | Australien Indonesien Brasilien Südafrika Frankreich Vereinigte Staaten Portugal | 10     | Julian Wilson          |
| World Surf League 2019       | 3. April – 20. Dezember 2019 | Australien Indonesien Brasilien Südafrika Frankreich Vereinigte Staaten Portugal | 10     | Owen Wright            |
| World Surf League 2019       | 3. April – 20. Dezember 2019 | Australien Indonesien Brasilien Südafrika Frankreich Vereinigte Staaten Portugal | 10     | Italo Ferreira         |
| World Surf League 2019       | 3. April – 20. Dezember 2019 | Australien Indonesien Brasilien Südafrika Frankreich Vereinigte Staaten Portugal | 10     | Gabriel Medina         |
| World Surf League 2019       | 3. April – 20. Dezember 2019 | Australien Indonesien Brasilien Südafrika Frankreich Vereinigte Staaten Portugal | 10     | Michel Bourez          |
| World Surf League 2019       | 3. April – 20. Dezember 2019 | Australien Indonesien Brasilien Südafrika Frankreich Vereinigte Staaten Portugal | 10     | Jérémy Florès          |
| World Surf League 2019       | 3. April – 20. Dezember 2019 | Australien Indonesien Brasilien Südafrika Frankreich Vereinigte Staaten Portugal | 10     | Kanoa Igarashi         |
| World Surf League 2019       | 3. April – 20. Dezember 2019 | Australien Indonesien Brasilien Südafrika Frankreich Vereinigte Staaten Portugal | 10     | Leonardo Fioravanti    |
| World Surf League 2019       | 3. April – 20. Dezember 2019 | Australien Indonesien Brasilien Südafrika Frankreich Vereinigte Staaten Portugal | 10     | Kolohe Andino          |
| World Surf League 2019       | 3. April – 20. Dezember 2019 | Australien Indonesien Brasilien Südafrika Frankreich Vereinigte Staaten Portugal | 10     | John John Florence     |
| ISA World Surfing Games 2019 | 7. – 15. September 2019      | Miyazaki                                                                         | 4      | Ramzi Boukhiam         |
| ISA World Surfing Games 2019 | 7. – 15. September 2019      | Miyazaki                                                                         | 4      | Rio Waida              |
| ISA World Surfing Games 2019 | 7. – 15. September 2019      | Miyazaki                                                                         | 4      | Frederico Morais       |
| ISA World Surfing Games 2019 | 7. – 15. September 2019      | Miyazaki                                                                         | 4      | Billy Stairmand        |
| ISA World Surfing Games 2021 | 29. Mai – 6. Juni 2021       | El Salvador                                                                      | 5      | Manuel Selman          |
| ISA World Surfing Games 2021 | 29. Mai – 6. Juni 2021       | El Salvador                                                                      | 5      | Leon Glatzer           |
| ISA World Surfing Games 2021 | 29. Mai – 6. Juni 2021       | El Salvador                                                                      | 5      | Hiroto Ohhara          |
| ISA World Surfing Games 2021 | 29. Mai – 6. Juni 2021       | El Salvador                                                                      | 5      | Lucca Mesinas          |
| ISA World Surfing Games 2021 | 29. Mai – 6. Juni 2021       | El Salvador                                                                      | 5      | Miguel Tudela          |
| Gesamt                       | Gesamt                       | Gesamt                                                                           | 20     | 20                     |

### Frauen
| Qualifikationswettbewerb     | Datum                        | Ort                                                                              | Plätze | Qualifizierte Athletinnen |
| ---------------------------- | ---------------------------- | -------------------------------------------------------------------------------- | ------ | ------------------------- |
| Gastgeber                    | 7. September 2013            | Buenos Aires                                                                     | 1 0    | – 1)                      |
| Panamerikanische Spiele 2019 | 30. Juli – 4. August 2019    | Lima                                                                             | 1      | Mimi Barona               |
| World Surf League 2019       | 3. April – 20. Dezember 2019 | Australien Indonesien Brasilien Südafrika Frankreich Vereinigte Staaten Portugal | 8      | Sally Fitzgibbons         |
| World Surf League 2019       | 3. April – 20. Dezember 2019 | Australien Indonesien Brasilien Südafrika Frankreich Vereinigte Staaten Portugal | 8      | Stephanie Gilmore         |
| World Surf League 2019       | 3. April – 20. Dezember 2019 | Australien Indonesien Brasilien Südafrika Frankreich Vereinigte Staaten Portugal | 8      | Silvana Lima              |
| World Surf League 2019       | 3. April – 20. Dezember 2019 | Australien Indonesien Brasilien Südafrika Frankreich Vereinigte Staaten Portugal | 8      | Tatiana Weston-Webb       |
| World Surf League 2019       | 3. April – 20. Dezember 2019 | Australien Indonesien Brasilien Südafrika Frankreich Vereinigte Staaten Portugal | 8      | Brisa Hennessy            |
| World Surf League 2019       | 3. April – 20. Dezember 2019 | Australien Indonesien Brasilien Südafrika Frankreich Vereinigte Staaten Portugal | 8      | Johanne Defay             |
| World Surf League 2019       | 3. April – 20. Dezember 2019 | Australien Indonesien Brasilien Südafrika Frankreich Vereinigte Staaten Portugal | 8      | Caroline Marks            |
| World Surf League 2019       | 3. April – 20. Dezember 2019 | Australien Indonesien Brasilien Südafrika Frankreich Vereinigte Staaten Portugal | 8      | Carissa Moore             |
| ISA World Surfing Games 2019 | 7. – 15. September 2019      | Miyazaki                                                                         | 4      | Bianca Buitendag          |
| ISA World Surfing Games 2019 | 7. – 15. September 2019      | Miyazaki                                                                         | 4      | Sofía Mulánovich          |
| ISA World Surfing Games 2019 | 7. – 15. September 2019      | Miyazaki                                                                         | 4      | Anat Lelior               |
| ISA World Surfing Games 2019 | 7. – 15. September 2019      | Miyazaki                                                                         | 4      | Ella Williams             |
| ISA World Surfing Games 2021 | 29. Mai – 6. Juni 2021       | El Salvador                                                                      | 7      | Leilani McGonagle         |
| ISA World Surfing Games 2021 | 29. Mai – 6. Juni 2021       | El Salvador                                                                      | 7      | Pauline Ado               |
| ISA World Surfing Games 2021 | 29. Mai – 6. Juni 2021       | El Salvador                                                                      | 7      | Mahina Maeda              |
| ISA World Surfing Games 2021 | 29. Mai – 6. Juni 2021       | El Salvador                                                                      | 7      | Amuro Tsuzuki             |
| ISA World Surfing Games 2021 | 29. Mai – 6. Juni 2021       | El Salvador                                                                      | 7      | Daniella Rosas            |
| ISA World Surfing Games 2021 | 29. Mai – 6. Juni 2021       | El Salvador                                                                      | 7      | Teresa Bonvalot           |
| ISA World Surfing Games 2021 | 29. Mai – 6. Juni 2021       | El Salvador                                                                      | 7      | Yolanda Sequeira          |
| Gesamt                       | Gesamt                       | Gesamt                                                                           | 20     | 20                        |